# Vladimir Tatossov
Vladimir Mikhaïlovitch Tatossov (en russe : Влади́мир Миха́йлович Тато́сов), né le 10 mai 1926 à Moscou et mort le 24 décembre 2021 à Saint-Pétersbourg, est un acteur soviétique puis russe.

## Biographie
Vladimir Tatossov naît à Moscou dans une famille arménienne. Il passe son enfance à Bakou. En 1941, il entre à l'école spéciale de l'armée de l'air de la ville de Sverdlovsk, où il étudie pendant environ deux ans et participe à des spectacles de théâtre amateur. Le commissaire de l'école, le voyant sur scène, lui recommande d'entamer une formation d'acteur. Il s'inscrit alors en deuxième année à l'école de théâtre de Sverdlovsk dont il sort diplômé en 1946. En 1947, il est accepté dans la troupe du théâtre de la comédie de Leningrad qu'il quitte peu après pour le théâtre de Komsomol de Leningrad. En 1963, il devient artiste du Théâtre Tovstonogov. En 1971, il travaille pour le studio de cinéma Lenfilm. En 1993, il retrouve la troupe du théâtre de la comédie de Leningrad. 
En 2005, son livre autobiographique Et je veux voler est publié.
Les dernières années de sa vie, il luttait contre un cancer. Décédé le 24 décembre 2021 à l'âge de 96 ans à Saint-Pétersbourg, Tatossov est inhumé le 29 décembre au cimetière orthodoxe de Smolensk.

## Filmographie partielle
- 1939 : Une grande famille (Большая семья) de Iossif Kheifitz : journaliste
- 1968 : Le 6 juillet (Шестое июля) de Youli Karassik : Iakov Sverdlov
- 1970 : Salut, Maria (Салют, Мария!) de Iossif Kheifitz : Ignacio
- 1972 : Grand maître (Гроссмейстер) de Sergueï Mikaelian : Sergueï Alexandrovitch
- 1974 : Un chapeau de paille (Соломенная шляпка) de Leonid Kvinikhidze : Félixe, valet de Fadinard
- 1986 : Le XXe siècle commence (Двадцатый век начинается) de Igor Maslennikov : Von Herling
- 1987 : Gobseck (Гобсек))  d'Alexandre Orlov : Jean-Esther van Gobseck

## Doublage
- 1972 : Solaris (Солярис))  d'Andreï Tarkovski : Dr Snaut (voix originale Jüri Järvet)
- 1984 : Vabank 2 de Juliusz Machulski : Duńczyk (voix originale Witold Pyrkosz)